# سامويون
سامويون أو أهل ساموا (بالساموية: tagata Sāmoa)، هم السكان الأصليون في جزر ساموا، والذين يقيمون في منطقة تابعة للولايات المتحدة الأمريكية في المحيط الهادي، يتحدث أهلها باللغتين الساموية والإنجليزية، وتبلغ عدد سكانها مابين 700,000 و800,000 ألف نسمة، ويوزعون السامويون في عدة دُول، ومنها الولايات المتحدة وساموا وأستراليا ونيوزلندا وكندا، ويؤمنون بالمسيحية والديانة التقليدية الساموية.

## أنظر أيضاً
- ساموا